# École de design de Bâle

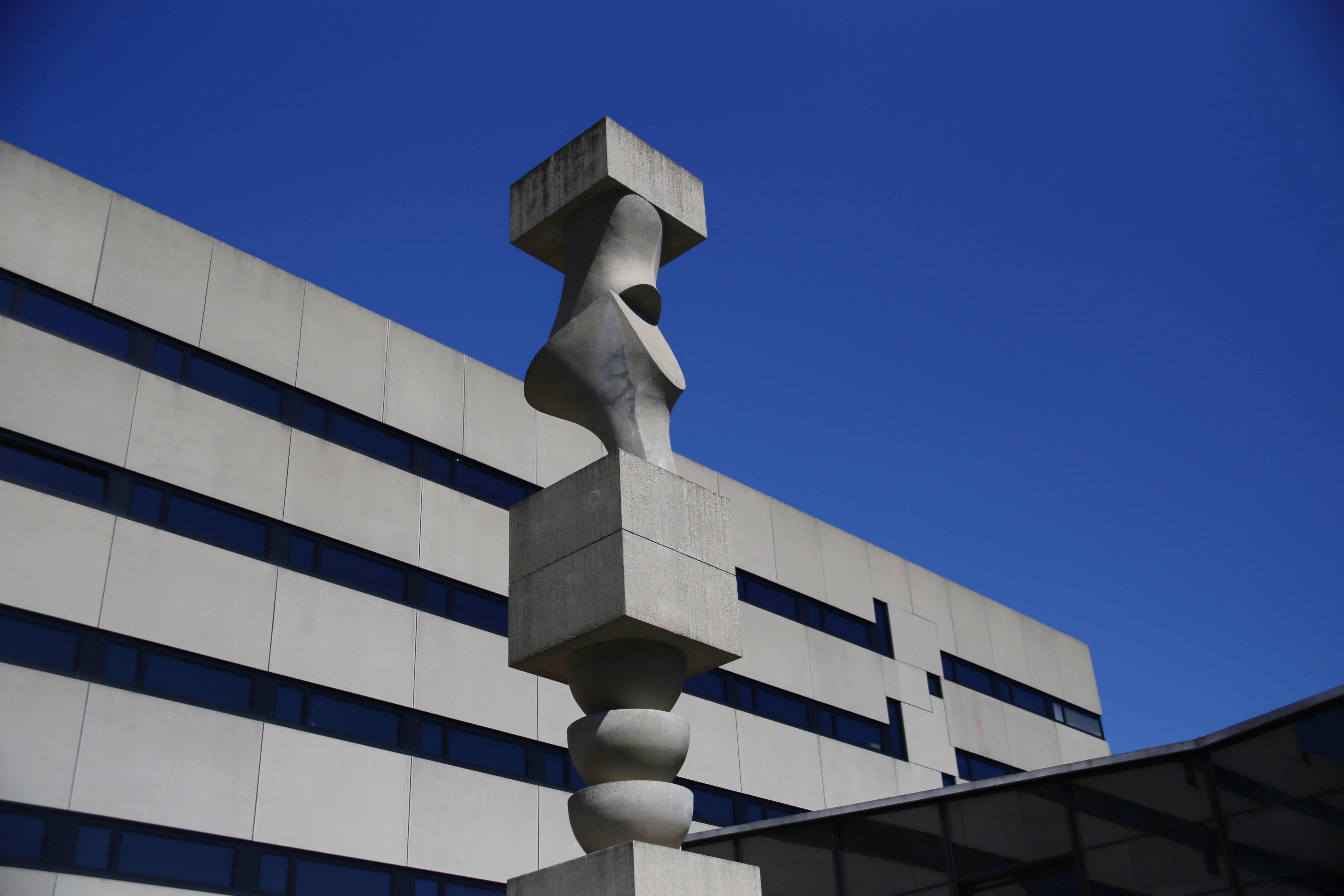
Bâtiment de la Schule für Gestaltung inauguré en 1961.

L'école de design de Bâle (en allemand : Schule für Gestaltung Basel) est une école professionnelle d'arts graphiques située à Bâle. Faisant partie dès 1887 de l'Allgemeine Gewerbeschule (de) (école des arts et métiers), cet enseignement de design typographique a connu une renommée internationale dès les années 1960. Des personnalités comme Emil Ruder (typographe, directeur de l'école), Armin Hofmann (responsable de la classe de graphisme) et Wolfgang Weingart, typographe, ont marqué son enseignement et contribué au développement du graphisme suisse.

## Historique

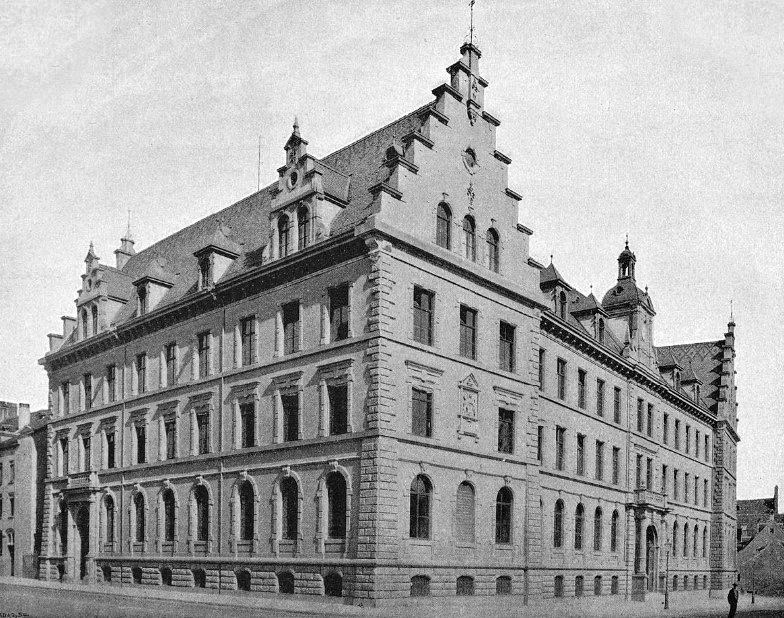
Le bâtiment qui abritait la Allgemeine Gewerbeschule et le musée d'arts appliqués (Gewerbemuseum)

L'école de dessin et de modelage de Bâle est fondée en 1796. En 1887, elle devient une branche de l'école professionnelle Allgemeine Gewerbeschule fondée par le canton.

« Cette école regroupait, pour dispenser des cours théoriques et pratiques en complément du travail d’apprentissage dans les entreprises, l’ensemble des métiers, allant du bâtiment à l’imprimerie, de la mécanique à la technique. L’existence d’une classe unique, spécialisée pour le graphisme, avec entrée sur concours, cohabitant avec les apprentis, était la particularité de cette école, dirigée par deux directeurs [Emil Ruder et Armin Hofmann]. »

— Rudi Meyer, 29 juillet 2010
Le typographe Jan Tschichold, qui fuit l'Allemagne après avoir été arrêté par les nazis, enseigne à l'Allgemeine Gewerbeschule de 1933 à 1941. Parmi ses élèves compte Max Caflisch.
Un autre enseignant notable est le graphiste suisse Theo Ballmer, qui a fait sa formation à l'École d'arts appliqués de Zurich, a travaillé pour le publicité de l'entreprise bâloise Hoffmann-La Roche de 1926 à 1929, et a étudié au Bauhaus de Dessau de 1929 à 1930. À son retour en Suisse, Ballmer donne dès 1930 un cours intitulé "écriture, graphisme, photographie" (Fachklasse Schrift, Grafik und Fotografie), et enseigne à la Gewerbeschule jusqu'à sa mort en 1965.
En 1942, Emil Ruder commence son enseignement en typographie. En 1947, il est nommé responsable du département des arts appliqués. Également en 1947, Armin Hofmann commence son enseignement dans la classe de graphisme.

Entre 1956 et 1961 est édifié un nouveau complexe à la Vogelsangstrasse 15, conçu par l'architecte Hermann Baur, qui abrite la Allgemeine Gewerbeschule jusqu'à aujourd'hui. Le complexe compte deux principales ailes, un aula et une salle de gymnastique. Une sculpture et des reliefs de l'artiste Hans Arp sont intégrés à la construction. 

Vues du complexe construit en 1956-61.
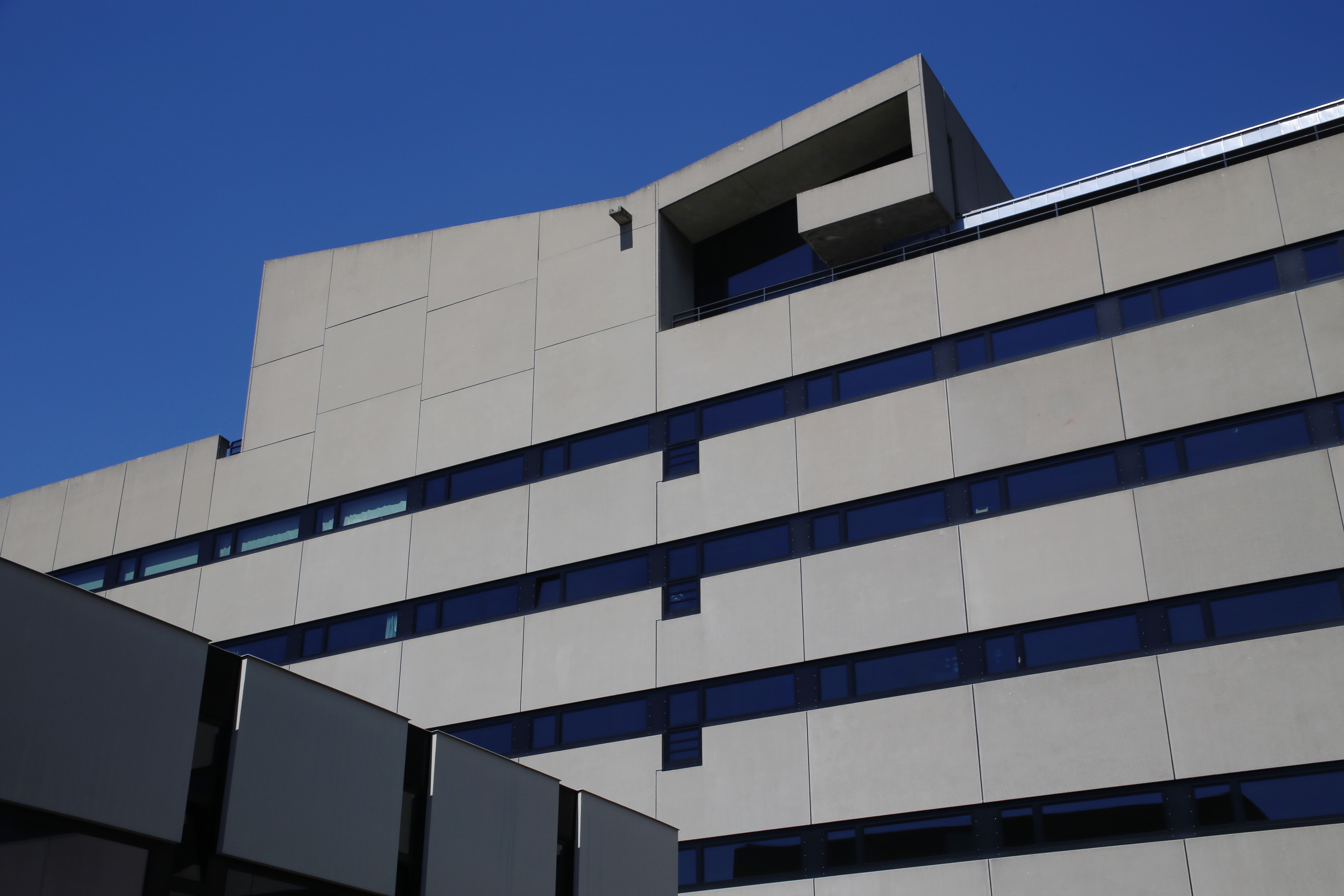
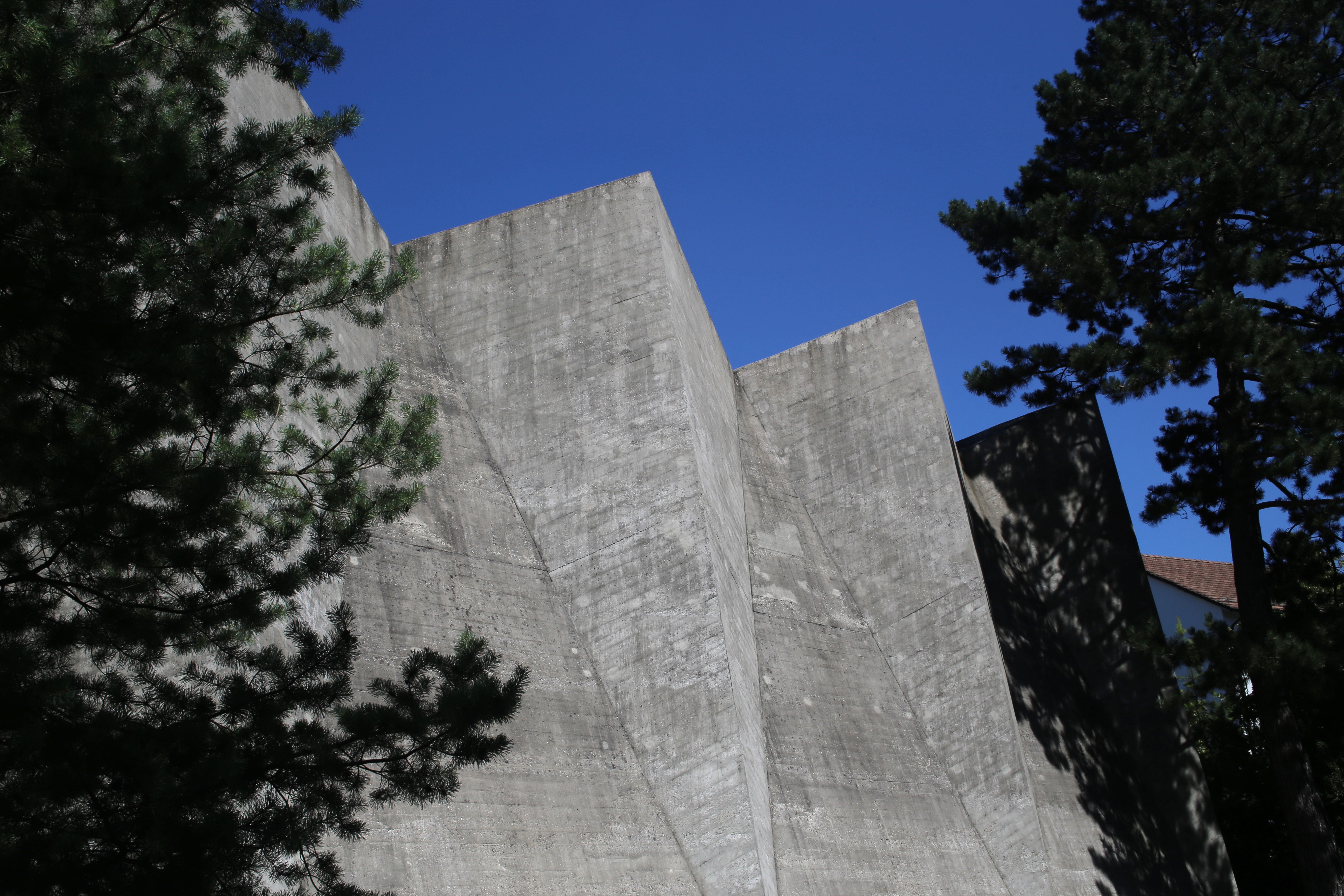
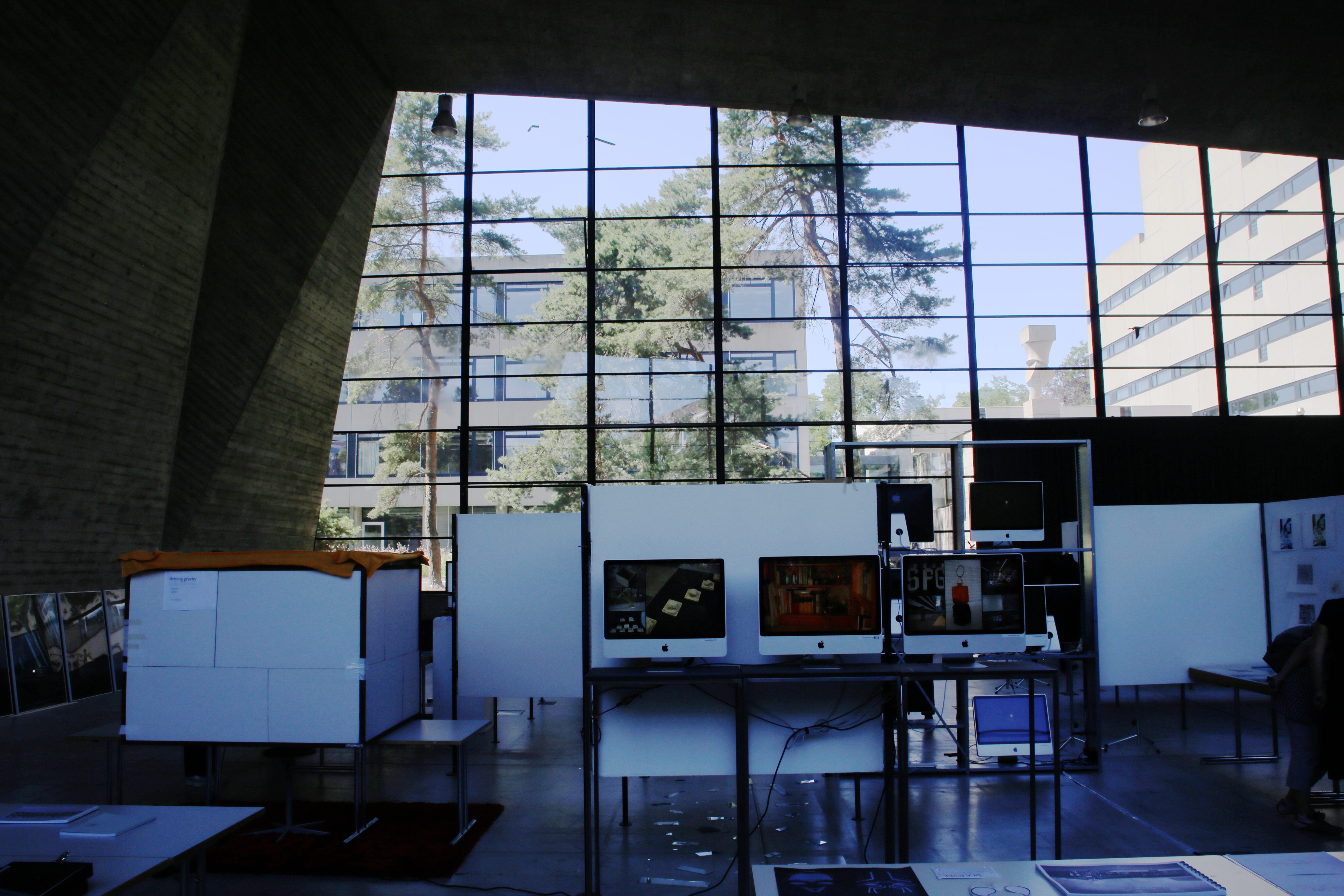

### La formation de graphisme

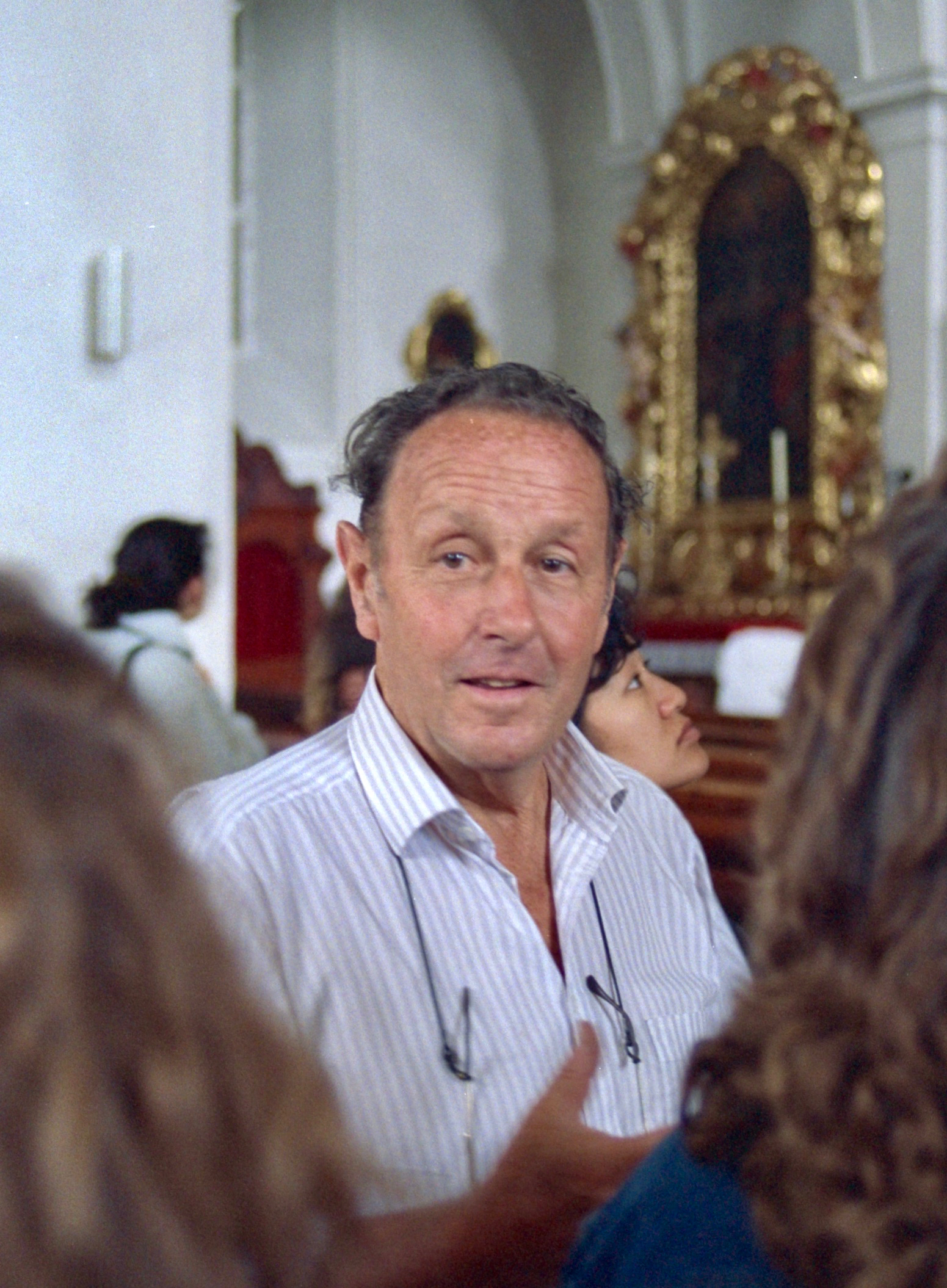
Armin Hofmann en 1989.

Depuis son entrée dans l'école en 1947, Armin Hofmann donne le cours de graphisme ("Fachklasse für Grafik"). Il s'agit d'un cursus de quatre ans, précédé pour la plupart des élèves par une année propédeutique (le "Vorkurs"). Après cette première année, seul un petit nombre d'élèves est admis dans la formation : 7 élèves en 1950 (sur 30 candidats), 12 en 1961. Parmi les élèves qui suivent cette formation figurent notamment :
- Karl Gerstner (1945–1948)
- Gérard Ifert (1945–1949)[9]
- Nelly Rudin (1947–1950)
- Dorothea Schmid
- Thérèse Moll (1950–1954)
- Barbara Stauffacher Solomon (1956–1959)
- Christian Mengelt (1959–1964)[10]
- Steff Geissbühler
- Kenneth Hiebert[11] (1959–1964)
- Inge Druckrey
- Hans-Ulrich Allemann (1960–1965)
- Christa Zelinsky[8] (1961–1966)
- Miriam Cahn[12] (1968–1973)

Hormis Hofmann et Ruder, les élèves ont également des cours avec Donald Brun (publicité), Kurt Hauert (graphisme et dessin), André Gürtler (dessin de charactères), Robert Büchler (typographie) et Theo Ballmer (photographie).
L'approche originale du cours de graphisme est présentée en 1958 dans un article de Hofmann publié dans la revue Graphis, illustré par des travaux d'élèves parmi lesquels Karl Gerstner, Gerard Ifert, Nelly Rudin et Therese Moll. Cet article met en avant l'objectif poursuivi par Hofmann, consistant à développer "un rigoureux vocabulaire formel" au travers d'exercices méticuleux, visant à faire émerger un langage visuel moderne.

### Emil Ruder et le cours avancé de design typographique (1956-1968)

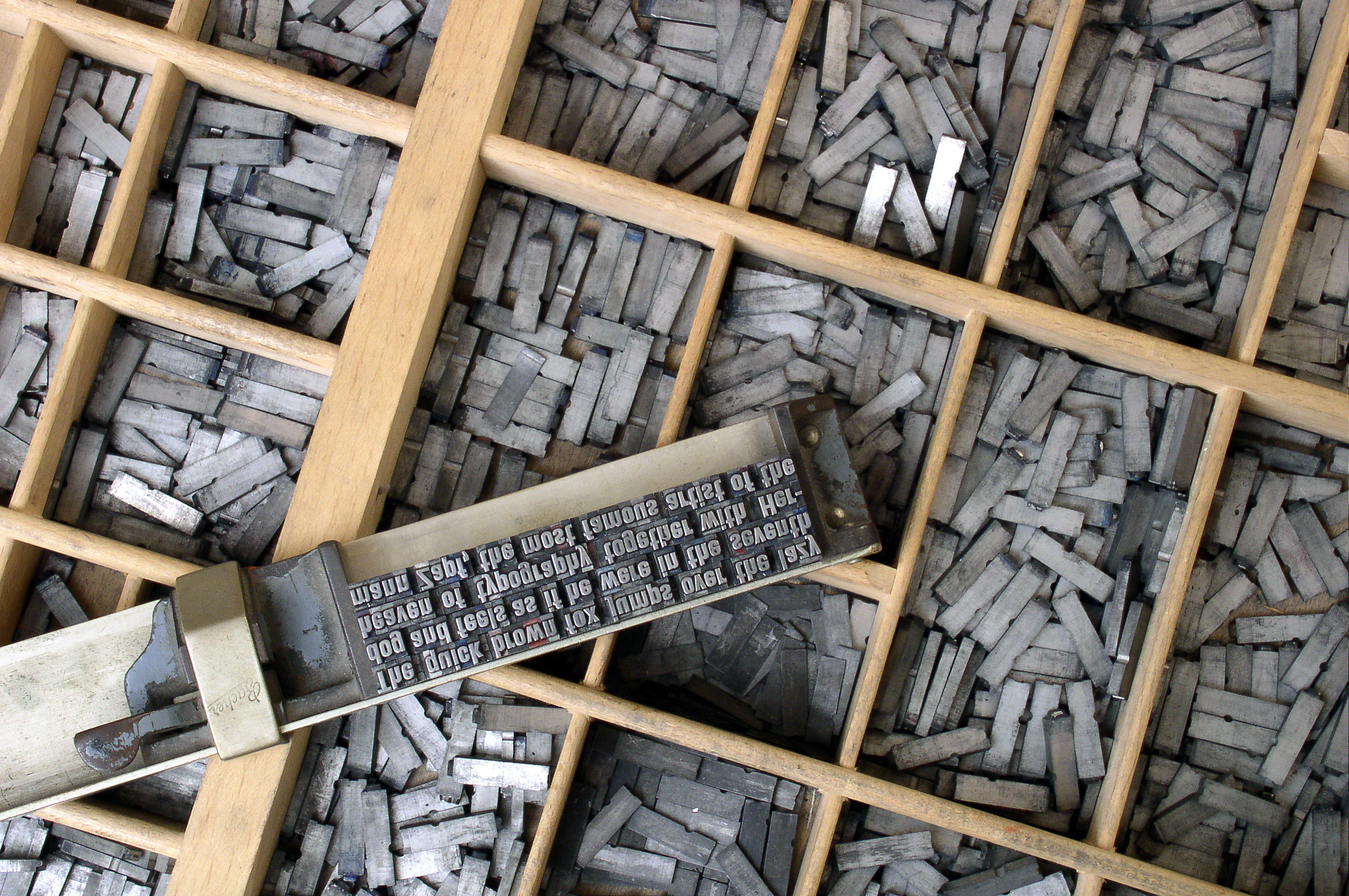
Composition typographique au plomb, encore utilisée dans les années 1950.

Dès la fin des années 1950 est introduit un cours avancé de typographie, “Gestaltungsklasse für Typografie” (en anglais : class for typographic design ou special class), dirigé par Emil Ruder, et limité à un nombre d'élèves restreint (de 2 à 3 par année). Ce cours opère de 1956 à 1968, et formera des graphistes comme Yves Zimmermann, André Gürtler, Bruno Pfäffli, Helmut Schmid ou Hans-Christian Pulver. Helmut Schmid publie en 1997 un livre, Der Weg nach Basel / The road to Basel, qui collecte les travaux et souvenirs d'étudiants ayant suivi cette formation.
Atteint d'une grave maladie, Ruder doit délaisser progressivement ses fonctions. Il décède le 13 mars 1970, à l'âge de 55 ans.
Élèves du cours avancé de design typographique

### Armin Hofmann et le programme d'enseignement international (1968)
Avec la renommée grandissante de l'école de Bâle, un programme de formation avancé pour les étudiants étrangers est établi. Dès 1956, Armin Hofmann a tissé des liens avec l'université Yale, où il intervient régulièrement. L'école de Bâle établit également des liens avec l'université de Philadelphie, et le National Institute of Design d'Ahmedabad, en Inde.
Nommé “Weiterbildungsklasse für Grafik” ou “International Advanced Program for Graphic Design”, ce cours débute en avril 1968 sous la direction d'Armin Hofmann, accueillant sept élèves. Wolfgang Weingart y commence son enseignement, en remplacement d'Emil Ruder. Parmi les étudiants qui suivront cette formation figurent de nombreux graphistes américains, dont April Greiman (1970–1971), Ken Komai, Dan Friedman, Dan Boyarski (1977–1979), Jim Faris et Lauralee Alben. La durée de cette formation n'est pas limitée, certains étudiants restant jusqu'à cinq ans.
Les élèves du programme international ont également accès à des cours de dessin de lettre auprès d'André Gürtler, de dessin auprès de Kurt Hauert, et de film animé auprès de Peter von Arx.

### Les années Weingart

Wolfgang Weingart.

De 1968 à 1999, Wolfgang Weingart enseigne la typographie à la Kunstgewerbeschule. Il a été auparavant l'assistant d'Emil Ruder, et devient responsable des cours de typographie. À partir de 1972, il devient une figure reconnue du monde du graphisme, effectuant des tournées de conférences aux États-Unis. Weingart publie régulièrement dans la revue mensuelle Typografische Monatsblätter des travaux graphiques créés dans ses classes à l'école de Bâle. Un manuscrit établi dans le cadre de son enseignement, intitulé "How Can One Make Swiss Typography? Theoretical and practical typographic results from the teaching period 1968–1972 at the School of design Basle", circule sous forme de copies réalisées pour ses élèves. Ce manuscrit est révisé par son ami Peter von Kornatzki. Il est publié en 1987 dans le numéro 4 de la revue Octavo.
En 1985, la revue américaine Design Quarterly, publiée par le Walker Art Center, consacre un numéro à l'école de Bâle. Weingart y publie un essai intitulé "My typographic instruction at the Basle School of Design / Switzerland 1968 to 1985".
Weingart enseigne également à la Hochschule für Gestaltung und Kunst de Bâle jusqu’en 2004. André Gürtler y enseigne le dessin de caractères de 1965 à 2000.
En novembre 1974, l'école accueille un séminaire de travail de l'ATypI sur l'enseignement du dessin de la lettre, organisé par Gürtler, qui accueille 90 participants venus de 16 pays.

### Évolutions dans les années 1980 - 1990
En 1980, la section d'arts appliqués de la Kunstgewerbeschule est renommée en "Schule für Gestaltung" (École de design).
En 1999 a été fondée la Haute école spécialisée du nord-ouest de la Suisse (de) (FHNW), dans laquelle seront intégrées certaines des formations.

### Les écoles dans les années 2000
Pour les articles homonymes, voir HGK.
Dès les années 2000, les formations suivantes sont proposées dans le domaine du design :

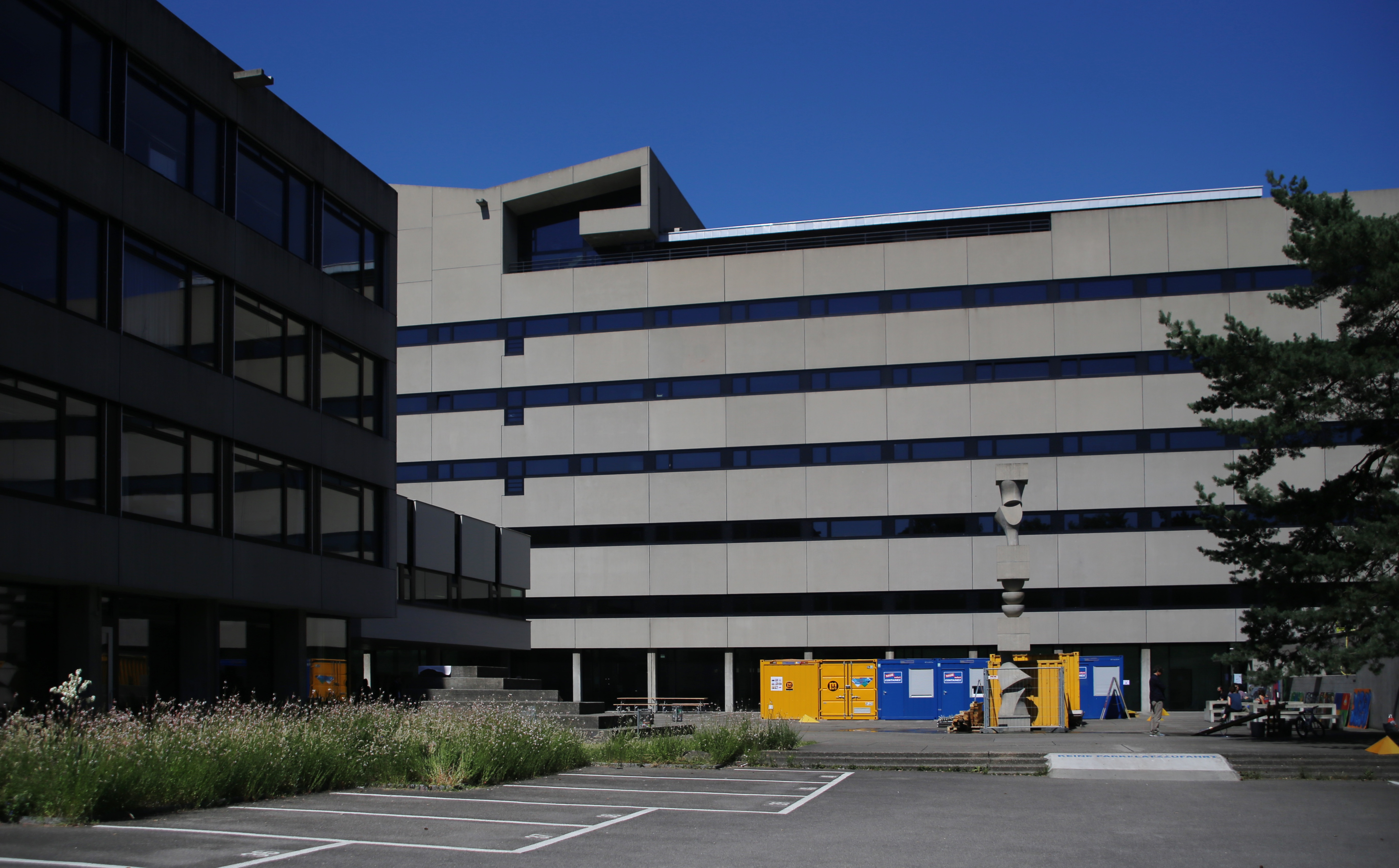
Campus de la SfG, Vogelsangstrasse 15, en 2018.

- Campus de la SfG, Vogelsangstrasse 15, en 2018.Schule für Gestaltung Basel (de) (SfG) (École de design de Bâle). Offre un cours propédeutique (Vorkurs Gestaltung und Kunst, en anglais : Foundation Program: Basics in Design), et des formations de niveau CFC (notamment la formation de graphiste Fachklasse für Grafik). L'école est toujours située dans le bâtiment emblématique de la Vogelsangstrasse 15, inauguré en 1961[30].

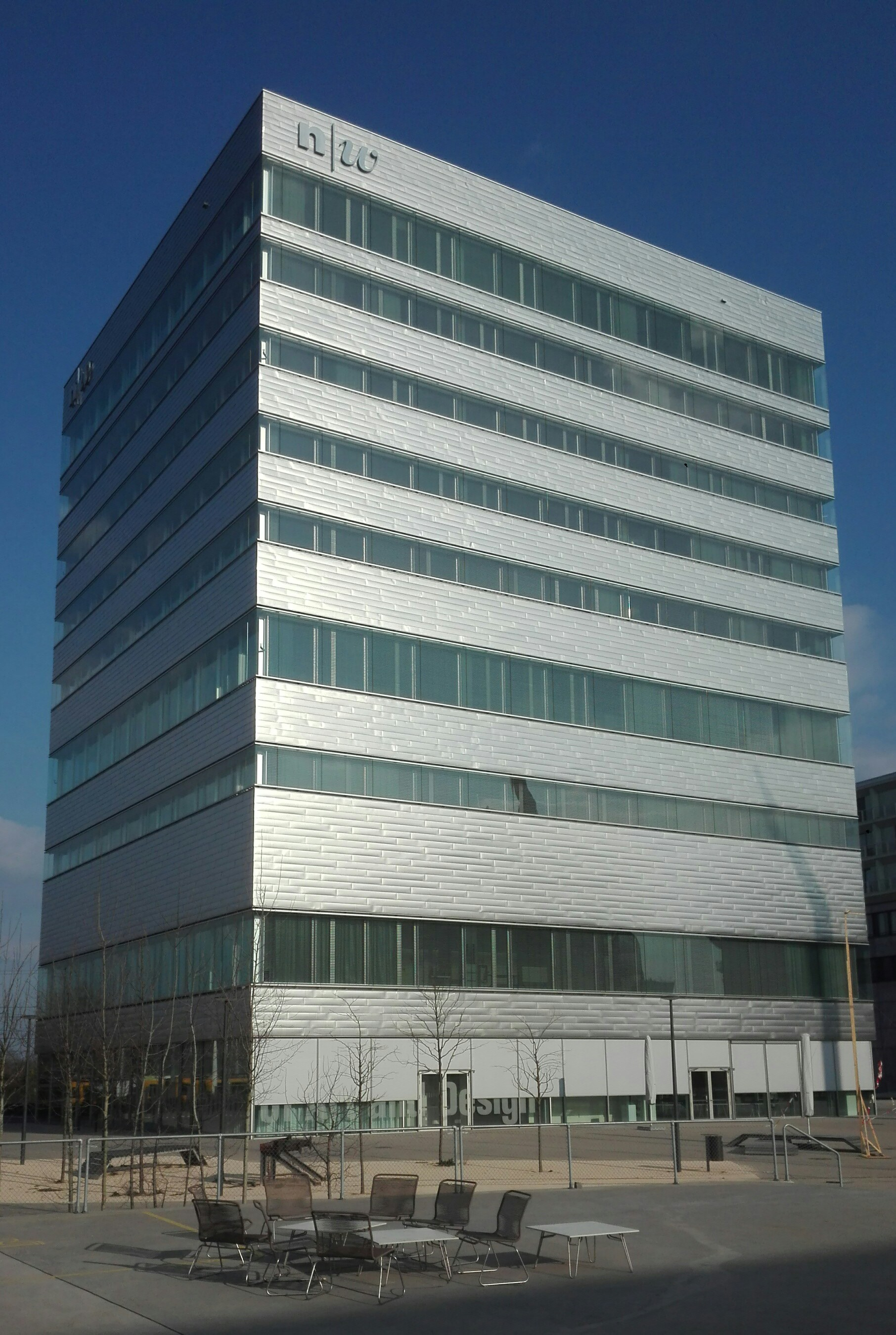
Bâtiment de la HGK, en 2017.

- Bâtiment de la HGK, en 2017.La Hochschule für Gestaltung und Kunst (de) (HGK) (Haute école d'art et de design), intégrée dès 2006 au réseau de la Haute école spécialisée du nord-ouest de la Suisse (Fachhochschule Nordwestschweiz FHNW). Cette école comporte divers instituts, dont l'Institut Visuelle Kommunikation (communication visuelle) et le HyperWerk (Institute for postindustrial Design), qui étudie des domaines tels que la réalité virtuelle et la robotique. La HGK offre des formations de niveau supérieur, ainsi qu'une formation master (International Master of Design) en partenariat avec l'université de l'Illinois, Chicago (UIC). L'école est située sur le campus Basel Dreispitz.

## Influences sur d'autres écoles
Le modèle d'enseignement du design pratiqué à Bâle sous Armin Hofmann et Emil Ruder a exercé une influence sur des écoles à l'étranger, par le biais d'anciens élèves. Le designer Dan Friedman parle d'une "vague d'élèves" retournant aux États-Unis après avoir étudié chez Hofmann.

### Université Yale
L'université Yale accueille dès 1956 des interventions d'Armin Hofmann. Sur la recommandation de Hofmann, Dan Friedman, un jeune graphiste américain qui a étudié à Bâle, commence à enseigner à Yale dès 1970. Dès 1970, et pendant 20 ans, Hofmann donne à Yale un workshop annuel de deux semaines. Inge Druckrey, autre alumni de Bâle, enseigne à Yale de 1973 à 1995. Un lien avec Yale persiste pendant de nombreuses années à travers le Yale Summer Program in Graphic Design, académie d'été se déroulant annuellement de 1974 à 1996, supervisée par Philip Burton. Le designer Christopher Pullman, qui a également enseigné à Yale, affirme que le modèle d'apprentissage de Bâle a exercé une influence sur le programme de Yale durant les années 1970 à 1990.

### Philadelphia College of Art
Au Philadelphia College of Art, le programme de design graphique est développé dès 1966 par Kenneth Hiebert, qui a étudié dans la "Fachklasse für Grafik" (classe de graphisme) entre 1959 et 1964, et intègre dans cette formation des principes de l'école de Bâle. D'autres alumni de Bâle qui viendront y enseigner sont Inge Druckrey (de 1971 à 1973), April Greiman, encouragée par Hofmann (de 1971 à 1976), et Christa Zelinski (de 1977 à 2007).

### National Institute of Design
En Inde, le National Institute of Design (NID), une école fraîchement fondée en 1961, invite plusieurs enseignants de Bâle, dont Armin Hofmann et Hans-Christian Pulver, pour contribuer à la mise en place du cursus de graphisme et typographie. Des élèves indiens, dont Mahendra Patel, viennent étudier à Bâle, puis deviennent enseignants au NID.